# Udayadityavarman II
Udayadityavarman II (... – 1066) fu re dell'impero khmer tra il 1050 e il 1066.
Succedette a Suryavarman I, che non è certo fosse suo padre. A lui si deve la costruzione del Baphuon, tempio-montagna dedicato al dio Shiva e successivamente convertito a luogo di culto Buddhista, e del Mebon occidentale. Durante il suo regno venne costruito il tempio Sdok Kak Thom, particolarmente famoso per la stele che riporta un'iscrizione in cui vengono ripercorsi 250 anni di storia della famiglia di alti funzionari religiosi śivaiti che costruì il tempio, con notizie sulle genealogie reali, avvenimenti importanti e costumi del regno.
Il suo regno si caratterizzò anche per le numerose rivolte che vennero soffocate con il sangue dal suo generale Sangrama.